# Eutegaeus soror
Eutegaeus soror är en kvalsterart som beskrevs av P. Balogh 1985. Eutegaeus soror ingår i släktet Eutegaeus och familjen Eutegaeidae. Inga underarter finns listade i Catalogue of Life.